# Joseph von Utzschneider

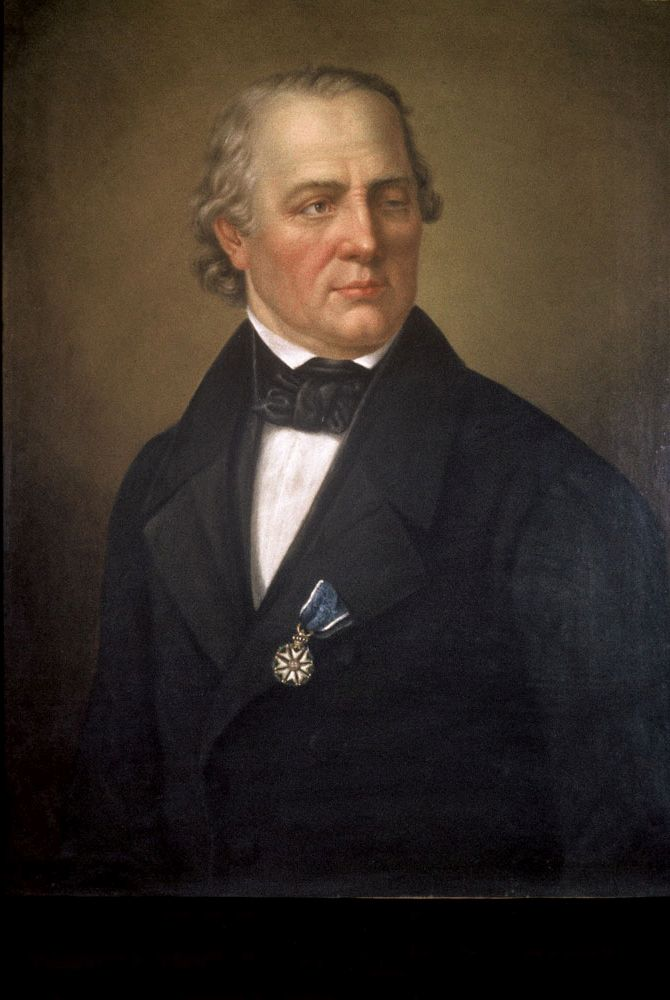
Målning föreställande Joseph von Utzschneider.

Joseph von Utzschneider, född 2 mars 1763 i Rieden vid Staffelsee, död 31 januari 1840 i München, var en bayersk tekniker och finansman.
Joseph von Utzschneider gjorde värdefulla insatser inom den bayerska industrin, särskilt för utvecklingen av saltverken. Under åren 1784–1801 och 1807–1814 var han i statens tjänst och 1818–1821 var han andreborgmästare i München. Tillsammans med Georg Friedrich von Reichenbach och Joseph Liebherr grundlade han 1804 Optisches Institut München, ett mekanisk-optiskt institut i München, och 1809 ett liknande i Benediktbeuern, vars mekaniska avdelning sedermera övertogs av Reichenbach, under det att Utzschneider och Joseph von Fraunhofer (sedermera Georg Merz och F.J. Mahler) förestod den optiska avdelningen.